# جيمي سبيرز
جيمي سبيرز (بالإنجليزية: Jimmy Speirs)‏، من مواليد 22 مارس 1886 غلاسكو في اسكتلندا وتوفي في 20 أغسطس 1917 يبريس في بلجيكا، لاعب كرة قدم أسكتلندي سابق، وتوفي في الحرب العالمية الأولى في بلجيكا.